# Freixiosa
Freixiosa is een plaats (freguesia) in de Portugese gemeente Mangualde en telt 280 inwoners (2001).